# Rhynchosia cytisoides
Rhynchosia cytisoides är en ärtväxtart som först beskrevs av Antonio Bertoloni, och fick sitt nu gällande namn av Robert Lynch Wilbur. Rhynchosia cytisoides ingår i släktet Rhynchosia och familjen ärtväxter. Inga underarter finns listade i Catalogue of Life.